# Joshua Beltz
Joshua Beltz (* 24. April 1995 in Hobart, Tasmanien) ist ein australischer Hockeyspieler, der mit der australischen Hockeynationalmannschaft 2021 Olympiazweiter war.

## Sportliche Karriere
Der Verteidiger debütierte 2015 in der Nationalmannschaft. Er absolvierte bis zum 9. Februar 2025 126 Länderspiele.
2018 verpasste Beltz wegen einer Verletzung die Teilnahme an der Weltmeisterschaft 2018. Bei den Olympischen Spielen in Tokio gewannen die Australier ihre Vorrundengruppe und entschieden im Viertelfinale das Penaltyschießen gegen die Niederländer für sich. Nach einem Halbfinalsieg über die deutsche Mannschaft unterlagen die Australier im Finale den Belgiern im Penaltyschießen. Beltz wirkte in sieben von acht Spielen mit und erzielte ein Tor im Vorrundenspiel gegen Indien.
2022 gewann Beltz mit dem australischen Team bei den Commonwealth Games in Birmingham. Er war in allen sechs Spielen dabei, erzielte aber kein Tor. Bei der Weltmeisterschaft 2023 in Bhubaneswar gewannen die Australier im Viertelfinale gegen die spanische Mannschaft und verloren im Halbfinale gegen die Deutschen. Das Spiel um Bronze entschieden die Niederländer mit 3:1 für sich. Beltz war in allen Spielen dabei. Bei den Olympischen Spielen 2024 in Paris gehörte Beltz erneut zum Kader und wirkte in allen sechs Spielen mit. Die Australier schieden im Viertelfinale gegen die späteren Olympiasieger aus den Niederlanden aus.